# Al-Zarrar
Le Al-Zarrar est un char de combat conçu et fabriqué par la société pakistanaise Heavy Industries Taxila pour les Forces armées du Pakistan. 
Il s'agit d'une version entièrement reconstruite et améliorée du char Type 59 chinois, qu'il est censé remplacer à moindre frais dans l'armée pakistanaise. Comprenant un armement, un système de tir et une protection balistique modernes, le pack Al-Zarrar est aussi proposé par Heavy Industries Taxila aux autres pays désireux de remettre à niveau leurs tanks T-54/T-55 ou Type 59. Avec 54 modifications le Al-Zarrar est vraiment un char nouveau par rapport au Type 59.
Le programme Al-Zarrar commença en 1990 et les 80 premiers tanks améliorés ont été livrés aux Forces armées du Pakistan le 26 février 2004. En 2016, on estime à environ 600 le nombre de chars de ce type.

## Histoire
Au moment où leur flotte de Type 59 est devenue obsolète, les Forces armées du Pakistan jugèrent que celle-ci était trop importante (1 200 exemplaires) pour être simplement mise à la casse et remplacée en bloc : un programme de remise à niveau par étapes fut lancé par Heavy Industries Taxila (HIT) en 1990. Il s'agissait d'augmenter la puissance de feu, la mobilité et la protection du char pour l'adapter au champ de bataille moderne, ce qui reviendrait beaucoup moins cher que l'achat d'un nouveau char de bataille.
La première phase du programme fut terminée en 1997. La seconde phase a commencé en 1998, HIT développant un Type 59 reconstruit avec plus de 50 modifications : trois prototypes légèrement différents furent fabriqués (systèmes de tir différents, par exemple). De nombreux systèmes développés pour le char Al-Khalid furent utilisés. Les prototypes subirent des tests complets et les Forces armées du Pakistan sélectionnèrent la version finale, surnommée Al-Zarrar. La production du nouveau char a été lancée par HIT en 2003.

## Description

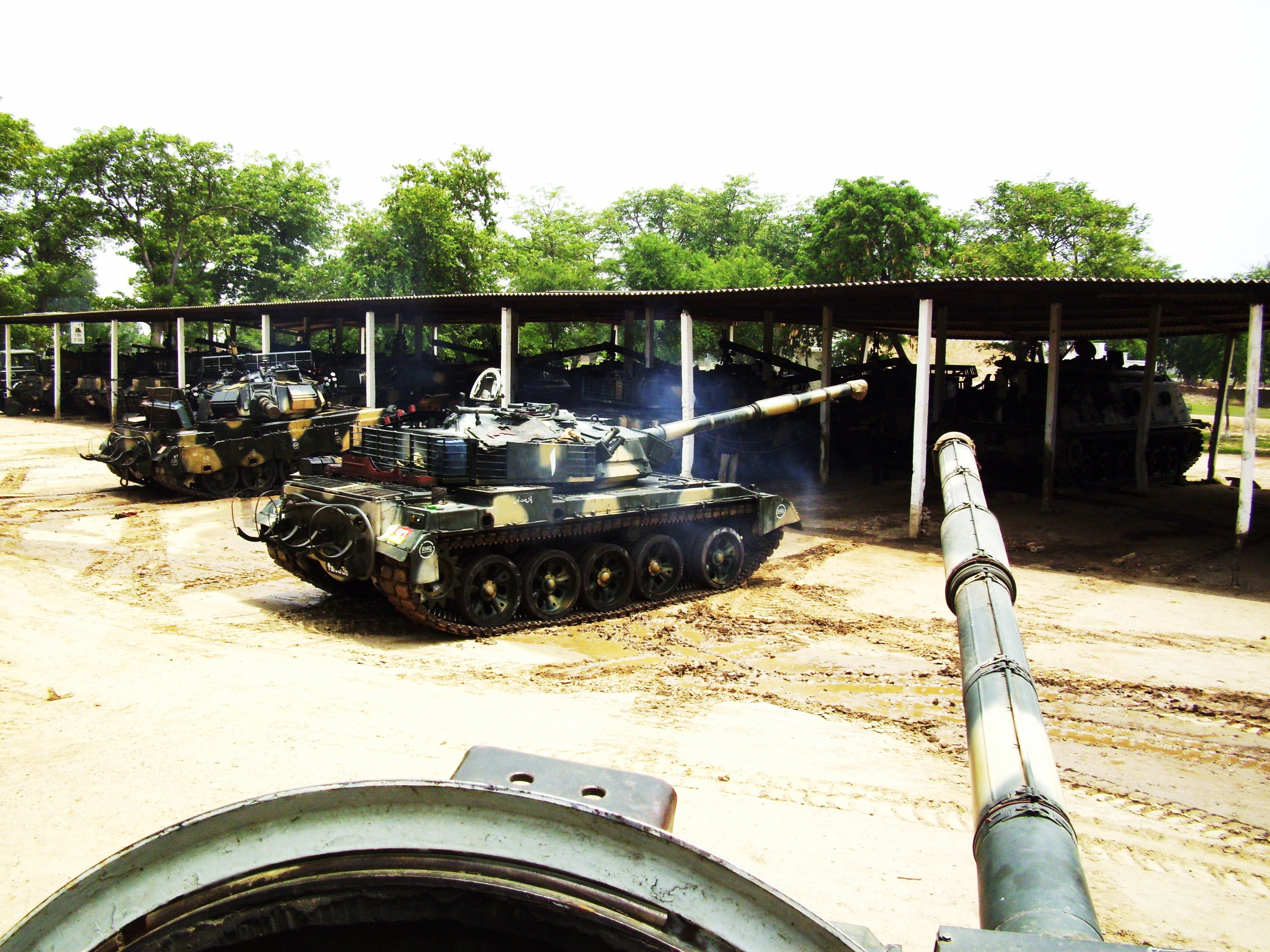
Chars Al-Zarrar du de cavalerie des Forces armées du Pakistan stationnés à Kharian.

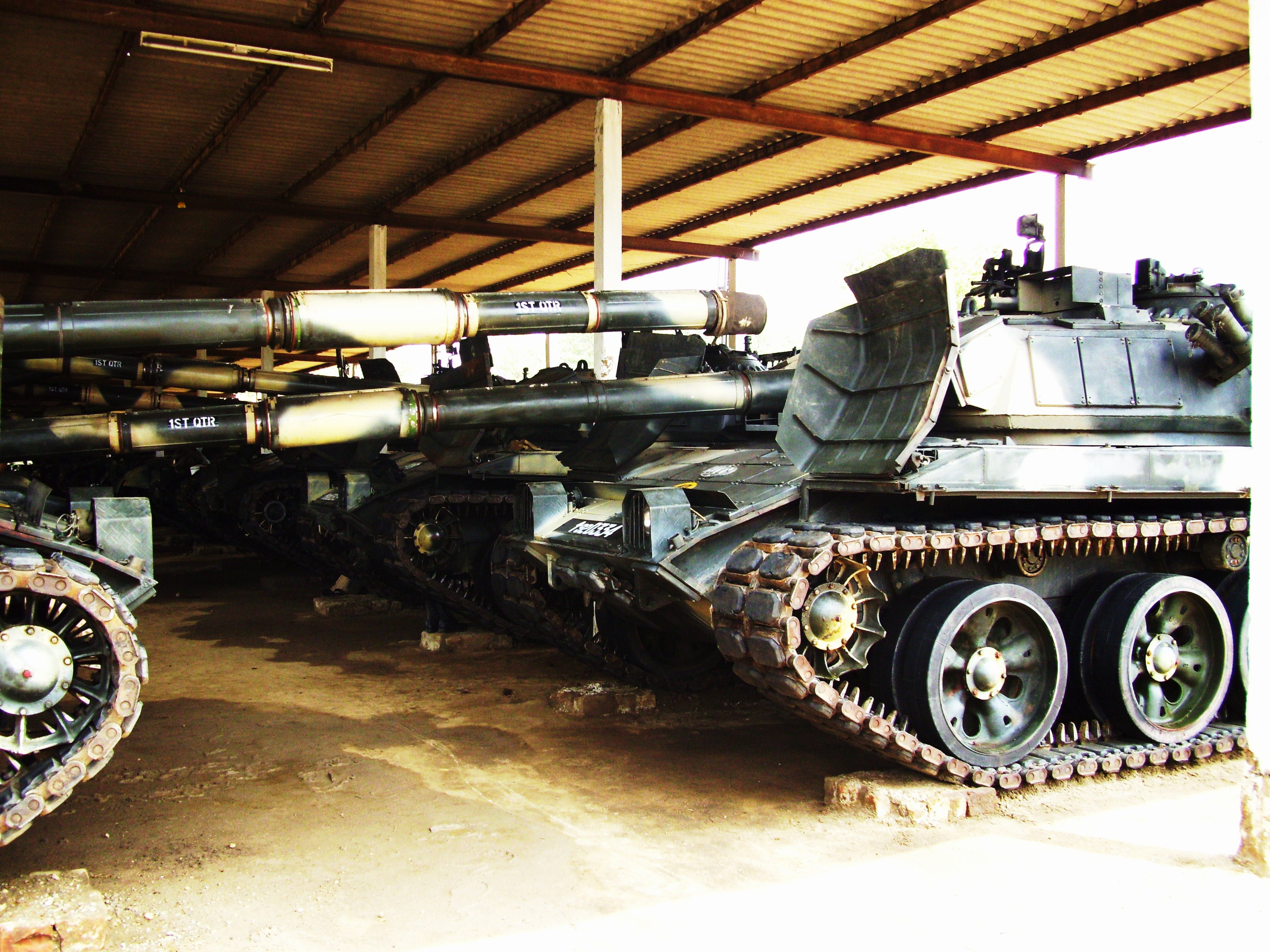
Chars Al-Zarrar du de cavalerie des Forces armées du Pakistan stationnés à Kharian.

### Armement et système de tir
Le canon du char Al-Zarrar est à âme lisse, de calibre 125 mm ; son tube est autofretté et chromé. Il peut tirer des projectiles APFSDS (Armour-piercing fin-stabilized discarding sabot), HEAT-FS (fin-stabilized) et HE-FS, ainsi que des missiles anti-chars et un projectile pakistanais à l'uranium appauvri, le 125 mm Naiza. Ce projectile peut traverser 550 mm de blindage standard (blindage homogène laminé ou RHA, pour Rolled homogeneous armour) à une distance de 2 km. Le canon est équipé d'un chargeur semi-automatique et d'un système de stabilisation sur deux axes, tandis que le chef de char et le canonnier disposent d'une visée thermique intégrée au système de tir. Le système de contrôle de tir à stabilisateur d'image comporte un télémètre laser et un ordinateur balistique pour améliorer la précision.
L'armement secondaire est constitué d'une mitrailleuse antiaérienne 12,7 mm sur la tourelle, qui peut être actionnée de l'intérieur, et une mitrailleuse coaxiale de 7,62 mm.

### Mobilité
Le moteur du Al-Zarrar est un Diesel 12 cylindres à refroidissement liquide de 730 ch, disposant d'un couple de 300 N m à 1 300-1 400 tr/min. Avec son poids de 40 tonnes, il possède une puissance massique de 18,3 chevaux/tonne et une vitesse maximale de 65 km/h. Le confort de l'équipage est amélioré par rapport au Type 59, grâce à une suspension à barres de torsion modifiée.

### Protection
Le char possède un blindage composite modulaire et un blindage réactif contre les missiles anti-chars, les mines et les autres projectiles.
Le système pakistanais ATCOP LTS-1 d'avertissement de menace laser est conçu pour informer l'équipage quand le char est visé par un télémètre laser ou un désignateur laser. Des lance-grenades fumigènes sont installés sur les côtés de la tourelle. Un système d'extinction automatique et de suppression des explosions augmente la survie de l'équipage.

## Exportation
Le 21 octobre 2008, le chef de l'armée de Terre du Bangladesh a rencontré son homologue de l'armée de Terre du Pakistan pour discuter d'un programme de modernisation des Type 59 de son pays. Le Bangladesh prévoit de mettre 300 de ses Type 59 au standard Al-Zarrar à l'atelier lourd 902 de l'armée de terre du Bangladesh, ce qui en fera le premier client du pack Al-Zarrar à l'exportation.

## Utilisateurs
- Forces armées du Pakistan (armée de terre)